# La Idea
La Idea es un periódico editado en la ciudad de Cruz del Eje, provincia de Córdoba, Argentina. Fue fundado por Nicolás Pedernera, el 9 de julio de 1923.
Es el único diario argentino, de publicación regular, que continúa siendo editado con impresión tipográfica,[cita requerida] técnica estándar de la industria para la publicación de periódicos, revistas y carteles desde finales del Siglo XIX hasta la actualidad.

## Historia
Desde su fundación, La Idea ha sido no solo una escuela de periodismo sino también un baluarte de la libertad de expresión. A lo largo de su historia, supo de dificultades económicas y también de la persecución política de distintos gobiernos. En septiembre de 1930, el diario condenó el golpe militar encabezado por José F. Uriburu contra el gobierno constitucional de Hipólito Yrigoyen. 
En 1933, el periódico había publicado una nota sin firma que molestó al gobierno de turno. El autor había solicitado que se mantuviera su nombre en reserva, lo que el director Nicolás Pedernera garantizó haciendo honor a las mejores tradiciones periodísticas. Por esa razón, el 1 de enero de 1934, La Idea fue clausurado durante 83 días. El director, a su vez, fue encarcelado por 31 días. La clausura del periódico fue levantada a pedido de los vecinos de Cruz del Eje, ciudad cordobesa donde se edita el periódico.
En 1957, tomó la dirección Temístocles Pedernera, hijo del fundador.
En 1961, La Idea adoptó una fuerte postura editorial contra la racionalización del servicio ferroviario, pilar de la región del noroeste cordobés donde se publica el periódico, impulsada por Arturo Frondizi.
Pedernera dirigió el periódico hasta su fallecimiento en 2004. Desde entonces, La Idea fue impulsado y conducido por Dreifo Álvarez y Ubelino Castro Cuello, histórico empleado e imprentista tipográfico del periódico que, desde 2014, se publica mensualmente.
La Idea es uno de los pocos periódicos en el mundo que se imprime, aún, con linotipos de plomo móviles. Es por ello que una asociación civil «-Amigos de La Idea»- impulsa la necesidad de restaurar el local donde funciona la imprenta del periódico, transformarlo en un museo activo del circuito turístico de la ciudad y enseñar el oficio de linotipista a nuevos aprendices. Desde 2017, trabajan conjuntamente con la cátedra de Preservación y Conservación de Documentos, de la carrera de Archivología de la Facultad de Filosofía y Humanidades de la Universidad Nacional de Córdoba, para recuperar, conservar y digitalizar el archivo del diario, que posee ejemplares -de publicaciones anteriores a la fundación de La Idea- desde 1916.

## Reconocimientos
El periódico fue reconocido y declarado de Interés Nacional, por la Cámara de Diputados de la Nación Argentina, en 2012, y por la Legislatura de Córdoba, al cumplirse el centenario de su fundación.

## Curiosidades

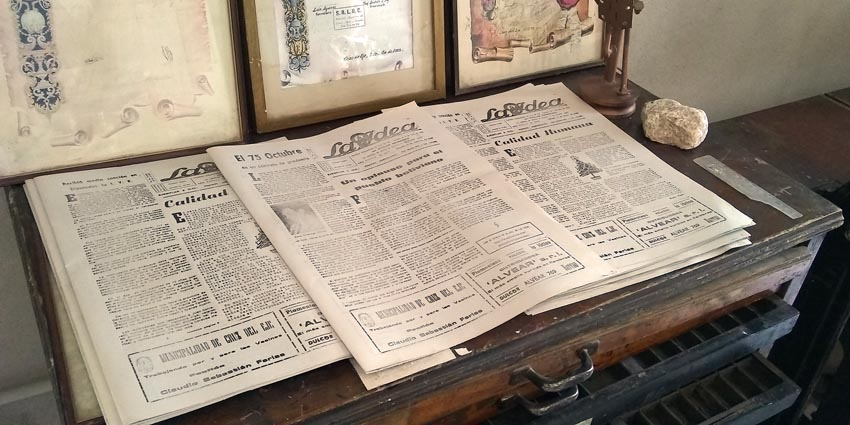
Tapas de ejemplares de La Idea, en 2021.

Efrían U. Bischoff dio sus primeros pasos como periodista e historiador escribiendo para La Idea a los 17 años de edad.